# De Soto, Illinois
De Soto là một làng thuộc quận Jackson, tiểu bang Illinois, Hoa Kỳ. Năm 2010, dân số của làng này là 1590 người.

## Dân số
Dân số qua các năm:
- Năm 2000: 1653 người.
- Năm 2010: 1590 người.